# Quản lý chuỗi cung ứng tài năng
Quản lý chuỗi cung ứng tài năng là một phương pháp quản lý chủ động để đảm bảo và tối ưu hóa nguồn cung và dịch vụ tài năng thông qua tất cả các kênh đầu vào (mạng lưới nhà cung cấp) để đáp ứng nhu cầu vốn nhân lực của lực lượng lao động, cho phép họ sản xuất, phân phối và cung cấp hàng hóa và dịch vụ tốt hơn và đáp ứng các mục tiêu chiến lược của họ.
Trong thực tế, Quản lý chuỗi cung ứng tài năng tích hợp chuyên môn của Nhà cung cấp dịch vụ được quản lý (MSP)  với phân tích lực lượng lao động  còn được gọi là trí tuệ chuỗi cung ứng (bao gồm động lực cung / cầu tài năng, hiểu biết về động lực tài năng và nguyên tắc áp dụng của chuỗi cung ứng quản lý), để cung cấp quyền truy cập vào tài năng chất lượng ở mức giá cạnh tranh và với rủi ro tối thiểu.